# Amazones de Grand-Yoff
Actualités
Les Amazones de Grand-Yoff sont un club féminin de football sénégalais basé à Grand Yoff.

## Histoire
En 2011, les Amazones atteignent la finale de coupe du Sénégal mais sont battues 2-0 par Médiour. En 2014, elles s'inclinent en finale du championnat face à leurs rivales, les Sirènes de Grand-Yoff. La même année, l'équipe perd également en finale de coupe 1-0 face aux Tigresses de Thiès.
En 2019, le club soulève ses premiers trophées en remportant le doublé coupe-championnat.

## Palmarès
- Championnat du Sénégal (1) :
  - Championnes en 2019[5].

- Division 2
  - Championnes : 2013[6]

- Coupe du Sénéga (1) :
  - Vainqueures en 2019[7].

## Rivalités
Les Amazones du Grand-Yoff disputent le derby de Grand Yoff face aux Sirènes de Grand-Yoff.